# Máng Hawaii
Máng Hawaii, còn được gọi là Hawaiian Deep, là một vùng trũng giống như con hào của đáy biển bao quanh Quần đảo Hawaii. Trọng lượng từ chuỗi đảo núi lửa làm suy yếu tầng thạch quyển đã bị suy yếu do các điểm nóng nhiệt bên dưới, gây ra sụt lún. Vị trí có tỷ lệ sụt lún lớn nhất nằm ngay trên điểm nóng với tốc độ khoảng 2,5 mm mỗi năm. Máng Hawaii sâu khoảng 5500 mét. Các thạch quyển lắng xuống được cân bằng và thông qua khái niệm đẳng tĩnh, một phần của lớp vỏ bao quanh máng được đẩy lên trên tạo ra vòng cung Hawaiian. Vòng cung Hawaii mở rộng khoảng 200 mét so với đáy đại dương xung quanh và chứa các rạn san hô nghiêng.

## Đá ngầm san hô
Các rạn san hô trong Tough Hawaii được mô tả là hệ sinh thái san hô trung quyển, có thể được tìm thấy trong khoảng từ 100 đến 500 feet dưới mực nước biển. 43 phần trăm các loài cá được ghi nhận tại các rạn san hô trung quyển là duy nhất của Quần đảo Hawaii. Tại Maui của 'kênh Au'au hệ sinh thái san hô trung quyển không bị gián đoạn lớn nhất được phát hiện, với một diện tích lớn hơn 3 dặm vuông. Những rạn san hô này chứa nhiều rạn san hô xây dựng rạn san hô thuộc chi Leptoseris, thích nghi với môi trường nước sâu. Những môi trường san hô này không được hiểu nhiều vì độ sâu lớn nơi chúng tồn tại khiến việc khám phá trở nên khó khăn.